# Paris (Rockband)
Paris war eine US-amerikanische Rockband, die 1975 vom Gitarristen und Sänger Bob Welch gegründet wurde, nachdem er Fleetwood Mac verlassen hatte. Weitere Mitglieder des Power-Trios waren Bassist Glenn Cornick, vormals bei Jethro Tull, und Schlagzeuger Thom Mooney, früher mit Todd Rundgren bei Nazz.
Die Gruppe veröffentlichte zwei Alben bei Capitol Records. Der große Erfolg blieb jedoch aus und die Band löste sich 1977 wieder auf. Nach dem ersten Album wurde Mooney durch Hunt Sales ersetzt, der ebenfalls mit Rundgren zusammen gespielt hatte. Ein geplantes drittes Album kam nicht mehr zustande, Welch verwendete das Material für sein erstes Soloalbum French Kiss (1977).

## Diskografie
- Paris (1976)
- Big Towne, 2061 (1976)